# Champion (sportswear)
Pour les articles homonymes, voir Champion.
Champion, parfois appelé Champion U.S.A, est une entreprise américaine spécialisée dans les chaussures, les vêtements et le matériel de sport. Fondée en 1919, son siège social est situé à Winston-Salem en Caroline du Nord. Avant son acquisition par Sara Lee, le siège social de l'entreprise était basé à Rochester.
La marque de vêtement Champion a eu de nombreuses collaborations avec les marques emblématiques du streetwear et de la culture skate, tel que Supreme, A Bathing Ape (Bape), Vetements, Stüssy ou encore Off-White.
La marque, ayant pris une nouvelle ampleur depuis ces dernières années, s’est donc intégrée au sportswear et streetwear et laisse de plus en plus son côté sportif et athlétique derrière elle.

## Histoire
L'entreprise est créée par les frères Feinbloom en 1919. L'entreprise commence par équiper des équipes sportives universitaires, et en premier lieu celle du Michigan. Ce n'est que dans les années 1950 que le logo actuel est créé.

## Sponsoring
Les principaux contrats de fourniture d'équipements concernent en premier lieu des équipes de Football américain (NFL) : Bears de Chicago, Bengals de Cincinnati, Bills de Buffalo, Jets de New York et Saints de la Nouvelle-Orléans. Mais Champion équipa toutes les équipes de la NBA (basket-ball) dans les années 1990 ou des équipes de football tel l'équipe du pays de Galles de football (2008-2010), Parme AC (1999-2004) ou Wigan Athletic (2008-2009).
Champion équipe également de nombreuses équipes universitaires américaines.
La marque automobile française Peugeot sort en décembre 1997 une série spéciale de la gamme Peugeot 306 dite la Peugeot 306 "Champion USA" en collaboration avec Champion[réf. nécessaire].